# Hyphessobrycon pando
Hyphessobrycon pando är en fiskart som beskrevs av Hein 2009. Hyphessobrycon pando ingår i släktet Hyphessobrycon och familjen Characidae. Inga underarter finns listade i Catalogue of Life.